# Wing Chun
 Ikke at forveksle med Wing Tsun.
| Wing Chun (詠春拳) | Wing Chun (詠春拳)  |
| ------------------ | ------------------- |
| Oprindelse         | Kina                |
| Oprindelses år     | 1662–1722           |
| Grundlægger        | Ng Mui              |
|                    |                     |
| Mandarin Pinyin    | Yǒng chūn           |
| Kantonesisk        | Wing² Cheun1        |
| Betydning          | Forår – Sang – Næve |

Wing Chun er hovedbetegnelsen for en Kinesisk kampkunst.[kilde mangler] Wing Chun adskiller sig fra andre stilarter ved at være blød og tilpasningsdygtig.[kilde mangler]

## Historie
Der er mange historier om hvordan Wing Chun blev udviklet. Den nok mest populære,[kilde mangler] er historien som Ip Man fortalte den:
| Grundlæggeren af Wing Chun System, var Yim Wing-chun, som oprindeligt var fra Canton [Kwangtung provinsen] i Kina. Hun var en intelligent[kilde mangler] og atletisk ung pige, fremstående og oprigtig. Hendes mor døde kort efter, hun blev forlovet med Leung Bok-chau, en salt-købmand i Fukien. Hendes far Yim Yee, blev uretmæssigt anklaget for en forbrydelse[kilde mangler] og frem for at risikere fængsel, flygtede de og slog sig ned ved foden af Tai Leung bjerget nær grænsen mellem Yunan og Szechuan provinserne. Under Kejser K'anghsi af Ching-dynastiet (1662-1722), blev Kung Fu blev populær Siu Lam [Shaolin] klostret nær Sung bjerget, i Honan provinsen. Dette vakte frygt i Manchu regeringen, som sendte tropper for at angribe klosteret. Angrebet mislykkedes, men en mand ved navn Chan Man-wai, en nyligt udnævnt embedsmand, foreslog en plan. Han blev afbildedet med Siu Lam munk Ma Ning-yee og andre, der blev overtalt til at forråde deres kammerater ved at sætte ild til klostret, mens soldater angreb udefra. Siu Lam blev brændte ned, og munkene og disciplene blev spredt. Den Buddhistiske Abbedisse Ng Mui, Abbed Chi Shin, Abbed Pak Mei, Master Fung Til-tak og Master Miu Hin undslap og gik hver sin vej. Ng Mui søgte tilflugt i White Crane Temple på Tai Leung bjerget. Det var her hun mødte Yim Yee og hans datter Wing Chun fra hvem hun ofte havde købt bønne og ostedej på vej hjem fra markedet. Wing Chun, der var 15 år gammel og endnu ikke var gift tiltrak en lokal tyrans opmærksomhed. Han forsøgte at tvinge Wing Chun at gifte sig med ham, og hans fortsatte trusler blev en kilde til bekymring for hende og hendes far. Ng Mui hørte om dette og fik medlidenhed med Wing Chun. Hun aftalte at undervise Wing Chun kampteknikker, så hun kunne beskytte sig selv. Wing Chun fulgte Ng Mui ind i bjergene, og begyndte at lære Ng Mui's Kung Fu. Hun trænede nat og dag, indtil hun mestrede teknikkerne. Derefter udfordrede hun bøllen til en kamp og vandt. Ng Mui rejste senere rundt i landet, men før hun rejste bad hun Wing Chun at ære Kung Fu traditionerne, og at udvikle sit Kung Fu efter hendes ægteskab, for at hjælpe de mennesker, der arbejdede på at vælte Manchu regeringen og genoprette Ming dynastiet. Efter hendes ægteskab underviste Wing Chun sit Kung Fu til sin mand Leung Bok-chau. Han underviste senere teknikkerne til Leung Lan-kwai. Leung Lan-kwai underviste senere Wong Wah-bo. Wong Wah-bo var medlem af en opera trup om bord på et skib, kendt i Kina som "Den røde båd". Wong arbejdede sammen med Leung Yee-tei. Abbed Chi Shin, der flygtede fra Siu Lam, havde forklædt sig som kok, og havde fået arbejde på båden. Chi Shin underviste Leung Yee-tei brugen af lang-staven. Wong Wah-bo og Leung Yee Tei blev gode venner og sammen delte de hvad de vidste om Kung Fu. Sammen forbedrede de teknikkerne, og derved blev lang-staven en del af Wing Chun Kung Fu. Leung Yee-tei underviste Leung Jan, en kendt naturlæge i Fat Shan. Leung Jan havde et naturligt flair for Wing Chun, og opnåede det højeste niveau af færdigheder. Mange Kung Fu mestre udfordrede ham, men alle blev besejret. Leung Jan blev meget berømt. Senere underviste han Chan Wah-shan, som senere tog Ip Man og hans Kung Fu brødre Ng Siu-lo og Ng Chung som elever. |

## Beskrivelse
Wing Chun er en blød stil, selvom beskueren måske kan have et andet indtryk heraf.[kilde mangler] Kendetegnene af teknikkerne hentes i tilbagelænethed, og et afslappet sind. En af de vigtigste elementer er sensibilitet, som "læser" modstanderens bevægelser og udøverens bevægelse vil forme sig efter modstanderens intention.

## Former
En form i Wing Chun kan sammenlignes i karakter med en kata i fx Karate. Der er tre grundformer; Siu Nim Tau, Chum Kiu og Biu Tze. Dertil kommer "wooden dummy" formen, og en form for sommerfugle knive og en for lang-staven.
Siu nim tau er den grundlæggende form, som giver begynder mulighed for at opbygge de grundlæggende koncepter for Wing Chun, både i teori og praksis. I nogle kredse af Wing Chun udøvere siges det at lyden af Siu nim tau er stilhed.
Chum kiu kan siges at være en fortsættelse af Siu nim tau. Mange af de grundlæggende koncepter i Siu nim tau bruges i denne form, som også introducere flere teknikker og bevægelser.
Biu Tze er den sidste af de grundlæggende former. Biu tze er koncentreret på ekstrem kort- og langdistance teknikker. Denne form har også kontra angreb og nye kombinationer.
Samlet udgør disse tre former den traditionelle Wing Chun. 
Muk Yan Jong formen udøves på en 'træ dukke' og hjælper med sensitivitet flydende overgang mellem teknikkerne og træner styrken i armene.
Lang stavs formen udføres med en stav der er mellem 240 og 400 centimeter lang, og er meget vanskelig at mestre. 
Sommerfugle knivs -formen(Bat Cham Dao) er den sidste form i Wing Chun systemet og udføres med to store knive.

## Tradition
Wing Chun stilen er af Yip Man dedikeret til Kina og Kinas folk og kultur. I hans "Regler om opførsel" udtrykkes dette specifikt. Der kan findes en del Kinesiske kulturelle koncepter i Wing Chun lige fra påklædning til hvordan de studerende henvender sig til hinanden. 
Træningssalen er oftest udstyret med et billede af Yip Man[kilde mangler] og et billede af den pågældende stils grundlægger.[kilde mangler] 

Uniformen kan variere fra skole til skole. For eksempel har Wing Tsun stilen flere typer uniformer. Den traditionelle påklædning er en hvid t-shirt or sorte bukser.[kilde mangler] Dog vil højere graduerede have en grå eller sort top.[kilde mangler] En Dai-sifu eller stormestre ses ofte i en ensfarvet rød top.[kilde mangler] En mere traditionel kinesisk påklædning kan findes i andre stilarter. 

En "Familie terminologi" bruges om deltagerne i en stil eller skole, som følger:
| Benævnelse | Betydning                                                                                        |
| ---------- | ------------------------------------------------------------------------------------------------ |
| To-Dai     | Studerende/Elev                                                                                  |
| Si-Dai     | Yngre elev(hankøn). "Yngre" referer til hvor længe man har trænet Wing Chun.                     |
| Si-Mui     | Yngre elev(hunkøn)                                                                               |
| Si-Hing    | Ældre elev(hankøn). Disse samt Si-Je ses ofte som hjælpe-trænere.                                |
| Si-Je      | Ældre elev(hunkøn)                                                                               |
| Si-Suk     | En Sifus yngre broder eller søster.                                                              |
| Si-Pak     | En Sifus ældre broder eller søster.                                                              |
| Si-Fu      | Fader/Underviser. Er personen der er ansvarlig for en elevs undervisning.                        |
| So-Mo      | Sifu's ægtefælle.                                                                                |
| Si-Gung    | Bedstefar. Er Sifus sifu eller Si-Jo's elev.                                                     |
| Si-Jo      | Oldefar. Grundlæggeren af stilen. Oftest brugt i forbindelse med en stormester eller om Yip Man. |

## Graduerings system
Før og under Yip Man fandtes der ikke gradueringer.[kilde mangler] Det siges at Leung Ting, var den første af Yip Mans elever til at introducere et graduering system.[kilde mangler]
Der er fire graduerings niveauer, som hver er delt op i et antal grader.
12 elev grader(kun udenfor Hongkong, hvor der kun er 4 grader). 4 tekniker grader. 4 mester grader og 3 stormester grader.
- Gennem elevgraderne lærer eleven de to første former Siu Nim Tau og Cham-Kiu og hvordan disse bruges is Chi-Sao og Lat-Sao
- En tekniker har lært at bruge sine lærte teknikker i decideret kamp. Ved anden tekniker grad kan man uddannes som kvalificeret underviser(Sifu).
- Expert-niveauet er mestre af Wing Chun på alle tidligere niveauer og har en betydelig effektivitet i deres udøvelse af deres teknikker, hurtighed og reaktioner. Disse har også indgående kendskab til Wing Chun teori og tilmed god kendskab til andre silarter for bedre at forstå og mestre deres egen stil.
- Stormestrene har indgående filosofisk indsigt i Wing Chun teorierne. En person i dette niveau er et eksempel på at Wing Chun er mere en filosofisk bevægelse end en teknisk bevægelse.

Den sidste stormester grad, er et udtryk for absolut perfektion, hvilket aldrig kan opnås med en så uperfekt fysisk krop. Graden gives kun til afdøde stormestre, som har vist exceptionelle resultater mens de var i live.
´

## Familietræ
Ip Man's elever er: 

Leung Sheung(梁相), Yip Po-ching (葉步青), Lok Yiu (駱耀), Chu Shong-tin (徐尚田), Lo Man-kam, Jiu Wan, Wong Sheung-leung (黃淳樑), Ho Kam-ming, Wong Chock, Wong Long, Wang Kiu (王喬), William Cheung[?], Hawking Cheung, Moy Yat, Bruce Lee, Leung Ting (梁挺)

## Udbredelse
Wing Chun har spredt sig til over 64 lande. Det er verdens mest populære Kung Fu stilart. Den mest udbredte skole er Leung Tings Wing Tsun, som specielt er dominerende i Europa og mellemøsten.

## Terminologi

### Former
| Navn              | Kantonesisk     | Mandarin         | Betydning           |
| ----------------- | --------------- | ---------------- | ------------------- |
| Siu Lim Tao       | siu2 lim6 tau4  | xiǎo niàn tou    | Ung idé             |
| Chum Kiu          | cham4 kiu4      | xún qiáo         | Søgen efter broen   |
| Biu Jee           | biu1 ji2        | biāo zhǐ         | Pegende fingre      |
| Muk Yan Jong      | muk6 yan4 jong1 | mù rén zhuāng    | Trædukke            |
| Luk Dim Boon Gwun |                 | liù diǎn bàn gùn | Langstav            |
| Bat Jam Dou       |                 | bā zhǎn dāo      | Otte skærende knive |

### Teknik positioner
| Navn     | Kantonesisk | Mandarin  | Betydning            |
| -------- | ----------- | --------- | -------------------- |
| Bong sau | bong2 sau2  | bǎng shǒu | Vinge arm            |
| Fook sau | fuk6 sau2   | fú shǒu   | Kontrollerende hånd  |
| Man sau  | man6 sau2   | wèn shǒu  | søgende hånd         |
| Wu sau   | wu6 sau2    | hù shǒu   | Bekyttende hånd      |
| Tan sau  | taan1 sau2  | tān shǒu  | Spredende hånd       |
| Kau sau  | kau1 sau2   | kòu shǒu  | Tilbageholdende hånd |

## Sundhed og velvære
Der er et sekundært fokus på sundhed og velvære.[kilde mangler] Specielt stormester Ip Chun (Ip Man's søn) har gentagent talt om de positive virkninger Wing Chun har på helbredet.[kilde mangler] Stormester Kernspecht tænker også i disse baner og har tilføjet Qigong til EWTO.[kilde mangler]

## Film
Tre film er blevet lavet som udelukkende handler om Wing Chun.
Wing Chun (1998), en dramatiseret historie om Ng Mui og Yim Wing Chun.
Ip Man (2008), Ip Man 2 (2010) & Ip Man 3 (2015), en dramatiseret historie over Yip Mans liv.